# ابن حزم الأندلسي
أبو مُحمَّدٍ عَلِيُّ بْنُ أَحْمَدَ بْنِ سَعِيدِ بْنِ حَزْمِ بْنِ غَالِبِ بنِ صَالِحِ بن خَلَفِ بْنِ مَعْدانَ بْنِ سُفْيانَ بْنْ يَزِيدَ اَلْأَنْدَلُسِيُّ القُرْطُبِيُّ (30 رمضان 384 هـ / 7 نوفمبر 994م.قرطبة - 28 شعبان 456 هـ / 15 أغسطس 1064م ولبة)، يعد من أكبر علماء الأندلس وأكبر علماء الإسلام تصنيفًا وتأليفًا بعد الطبري، وهو إمام حافظ. فقيه ظاهري، ومجدد القول به، بل محيي المذهب بعد زواله في الشرق. ومتكلم وأديب وشاعر ونسّابة وعالم برجال الحديث وناقد محلل بل وصفه البعض بالفيلسوف كما عد من أوائل من قال بكروية الأرض، كما كان وزير سياسي لبني أمية، سلك طريق نبذ التقليد وتحرير الأتباع، قامت عليه جماعة من المالكية وشـُرد عن وطنه. توفي لاحقاً في منزله في أرض أبويه منت ليشم المعروفة بمونتيخار حالياً، وهي عزبة قريبة من ولبة. وأصل جده يزيد فارسي، أسلم وأول من دخل منهم بلاد المغرب، وكانت بلدهم قرطبة فولد ابن حزم بها في سلخ نهاية رمضان من سنة أربع وثمانين وثلاثمائة.

## حياة ابن حزم الأندلسي

### اسمه ونسبه
هو: أبو محمّد عليّ بن أحمد بن سعيد بن حَزْمِ بن غالب بن صالح بن خَلَفِ بن مَعدَان بن سُفيان بن يَزِيدَ، الأَندلسي القُرْطُبِي مولداً ونشأةً، الظَّاهِرِي منهجاً، الْيَزِيدِي ولاءً؛ فكان جده يَزِيدُ مولى يزيد بن أبي سفيان بن حرب -أَخِي معاوية.

### أسرته ونشأته
عاش حياته الأولى في صحبة أخيه أبى بكر، الذي كان يكبره بخمس سنوات، في قصر أبيه أحد وزراء المنصور بن أبي عامر وابنه المظفر من بعده. وكانت تربيته في تلك الفترة على أيدي جواري القصر الذي كان مقاما في الشارع الآخذ من النهر الصغير على الدرب المتصل بقصر الزاهرة، والملاصق لدار المنصور بن أبي عامر ، ومن ذلك نعرف مدى المكانة التي كان يحظى بها والد ابن حزم لدى المنصور بن أبي عامر حتى جاوره في السكن.
كان ابن حزم قد خرج من وسط أسرة عرفت الإسلام منذ جده الأعلى «يزيد بن أبي سفيان»، وكان خلف أول من دخل الأندلس من أسرته في صحبة الأمير عبد الرحمن الداخل، وكان مقامه في لبلة ، ومن ذلك نعرف أن مقر هذه الأسرة كانت الشام بعد مشاركة يزيد أصل هذه الأسرة في الفتوحات الإسلامية بها، ولما خرج عبد الرحمن إلى الأندلس خرج معه خلف بن معدان وهناك مصادر تؤكد أنه من أصل أسباني.
وقد بدأت هذه الأسرة تحتل مكانها الرفيع كواحدة من كرائم العائلات بالأندلس في عهد الحكم المستنصر، ونجحت في امتلاك قرية بأسرها هي منت ليشم ، ولا يعلم هل خلف بن معدان هو الذي تملكها أم أبناؤه من بعده، ولعل ذلك يحيلنا إلى مدى ذكاء هذه الأسرة الذي انعكس بدوره على أحمد بن سعيد وولده ابن حزم من بعده.
يعتبر أحمد بن سعيد أحد مشاهير هذه الأسرة ومؤسس ملكها حتى قال عنه ابن حيان «الوزير المعقل في زمانه الراجح في ميزانه … هو الذي بنى بيت نفسه في آخر الدهر برأس رابية وعمده بالخلال الفاضلة من الرجاحة والمعرفة والدهاء والرجولة» ، وقد كان لهذه الصفات إلى جانب اتجاهه للحزب الأموي وعمق ولائه لأمرائه وخلفائه دور هام في استوزار المنصور له سنة 381 هـ/991 م، وبلغ من شدة ثقته به أنه كان يستخلفه على المملكة أوقات مغيبه عنها، وصير خاتمه في يده 
كان لأحمد بن سعيد مجلس يحضره العلماء والشعراء، أمثال: أبى عمر بن حبرون، وخلف بن رضا ، وكان له باع طويل في الشعر ومشاركة قوية في البلاغة والأدب حتى إنه ليتعجب ممن يلحن في مخاطبة أو يجيء بلفظة قلقة في مكاتبة ، (وقد كان لهذا أثره على ولده ابن حزم في تمكنه من اللغة والشعر واهتمامه بهما) حتى أن بلاغته كان لها من التأثير أنها تأخذ بمجامع القلوب وتنفذ إلى أعماق النفوس في أسلوب سهل ممتنع رقيق يخلو من الاستطرادات ويتسم بطول النفس وجمال النكتة وخفة الروح.
كما كان أحمد بن سعيد من المشاركين في حركة الإفتاء بالأندلس من خلال مجالسه العلمية والمناظرات التي كانت تدور في قصره، حتى قال عنه ابن العماد «كان مفتيا لغويا متبحرا في علم اللسان» ، وهذه العبارة توضح الأثر الذي تركه أحمد بن سعيد على ولده ابن حزم الذي اعتمد -في فتواه وتفسيره لنصوص القرآن والسنة- على ظاهر اللغة ، ومن ثم يكون والده أحد الأسباب التي دفعته إلى المنهج الظاهري في الفتيا والتفسير، بالرغم من أنه كان مالكي المذهب.
ظل أحمد بن سعيد وزيرا -بعد المنصور- لابنه المظفر وأخيه عبد الرحمن شنجول، إلى أن أعفي من منصبه في عهد محمد المهدي. وترك «منية المغيرة» -حى كبار موظفى البلاط- وعاد لسكنه القديم في بلاط مغيث بعيدا عن صخب السياسة. وبعد اغتيال المهدي في ذي الحجة 400 هـ/1010 م ومبايعة هشام المؤيد ثانيةً بعد الزعم بموته، اصطدم أحمد بن سعيد بالقائد الصقلبى «واضح محسوب الخلافة» الذي لاحقه وسجنه وصادر أمواله، وظلت الفتن والنكبات تتوالى على بنى حزم حتى وفاة أحمد بن سعيد في ذي القعدة 402 هـ/1012 م ، وقد كان لهذه النكبات أثرها السيئ على ابن حزم إذ أنها زادت من حزنه، وكانت أحد أسباب حدته التي تظهر جلية في مصنفاته.
أما عن أم ابن حزم، فقد صمتت عنها المصادر بأسرها. بل إن ابن حزم نفسه لم يطالعنا على أدنى إشارة تجاهها في أي من كتبه التي بين أيدينا. ومن ثم فالخلاف بين الباحثين حول أصلها لم يحسم بعد 
ولعل الحديث عن العلاقة بين بعض أقارب ابن حزم وأثرها على نفسيته وفكره ترتبط بهذا المقام. ونخص بالذكر «أبى المغيرة عبد الوهّاب» ابن عمه الذي كان يتبادل مع ابن حزم رسائل المودة في حداثة سنهما، ثم جرت بينهما جفوة سببها كتاب وصل أبا المغيرة عن ابن حزم، وصفه الأول بأنه مبني على الظلم والبهتان والمكابرة  فكان لهذا أثره على ابن حزم في اعتزازه بنفسه وشدة حدته إذ وجد أن أحد أقربائه الذي كان يتودد إليه في الصغر، انقلب عليه هو الآخر، وانضم إلى خصومه ومعارضيه، ومن ثم فقد كل نصير يمكن أن يعتمد عليه سوى ذاته الانفرادية التي اعتز بها.
من المصنف الذي وضعه ابن حزم عن أسرته -والذي يدعى «تواريخ أعمامه وأبيه وأخواته وبنيه وبناته مواليدهم وتاريخ من مات منهم في حياته» يتضح أن أبناءه كانوا جمعا من البنين والبنات. ولكن لا نعرف عن بناته شيئا لفقدان هذا المصنف، فضلا عن عدم إشارة المصادر إليهن. ولو قدر لنا العثور على هذا المصنف، لكان مجالا خصبا في التعرف على أزواجهن وأُسرهن، وأثر هذه المصاهرة على فكر أبيهم وتراثه، هل دافعوا عنه وأذاعوا مصنفاته؟ أم هاجموه وانتقدوا فكره؟ مثلهم في ذلك مثل خصومه.
أما عن أبنائه الذكور، فنعرف منهم أربعة وهم: أبو رافع الفضل، وأبو أسامة يعقوب، وأبو سليمان المصعب، وسعيد. وكانوا كلهم ظاهريي المذهب.
سكن ابن حزم وأبوه قرطبة ونالا فِيهَا جاهاً عريضاً. أصبح أبوه أحمد بن حزم من وزراء الحاجب المنصور بن أبي عامر  من أعظم حكام الأندلس، فارتاح باله من كد العيش والسعي وراء الرزق، وتفرغ لتحصيل العلوم والفنون، فكتب طوق الحمامة في الخامسة والعشرين من عمره. وقد رزق ذكاءً مفرطًا وذهنًا سيالاً. وقد ورث عن أبيه مكتبة ذاخرة بالنفائس، اشتغل في شبابه بالوزارة في عهد «المظفر بن المنصور العامري» ثم ما لبث أن أعرض عن الرياسة وتفرغ للعلم وتحصيله.

### مناصبه
- ولي وزارة للمرتضي في بلنسية، ولما هزم وقع ابن حزم في الأسر وكان ذلك في أواسط سنة (409) هجرية، ثم أطلق سراحه من الأسر، فعاد إلى قرطبة.
- ولي الوزارة لصديقه عبد الرحمن المستظهر بالله في رمضان سنة (412) هجرية، ولم يبق في هذا المنصب أكثر من شهر ونصف، فقد قتل المستظهر في ذي الحجة من السنة نفسها، وسجن ابن حزم ثم عفي عنه.
- تولى الوزارة أيام هشام المعتد فيما بين سنتي (418-422) هجرية.

### منزلته العلمية

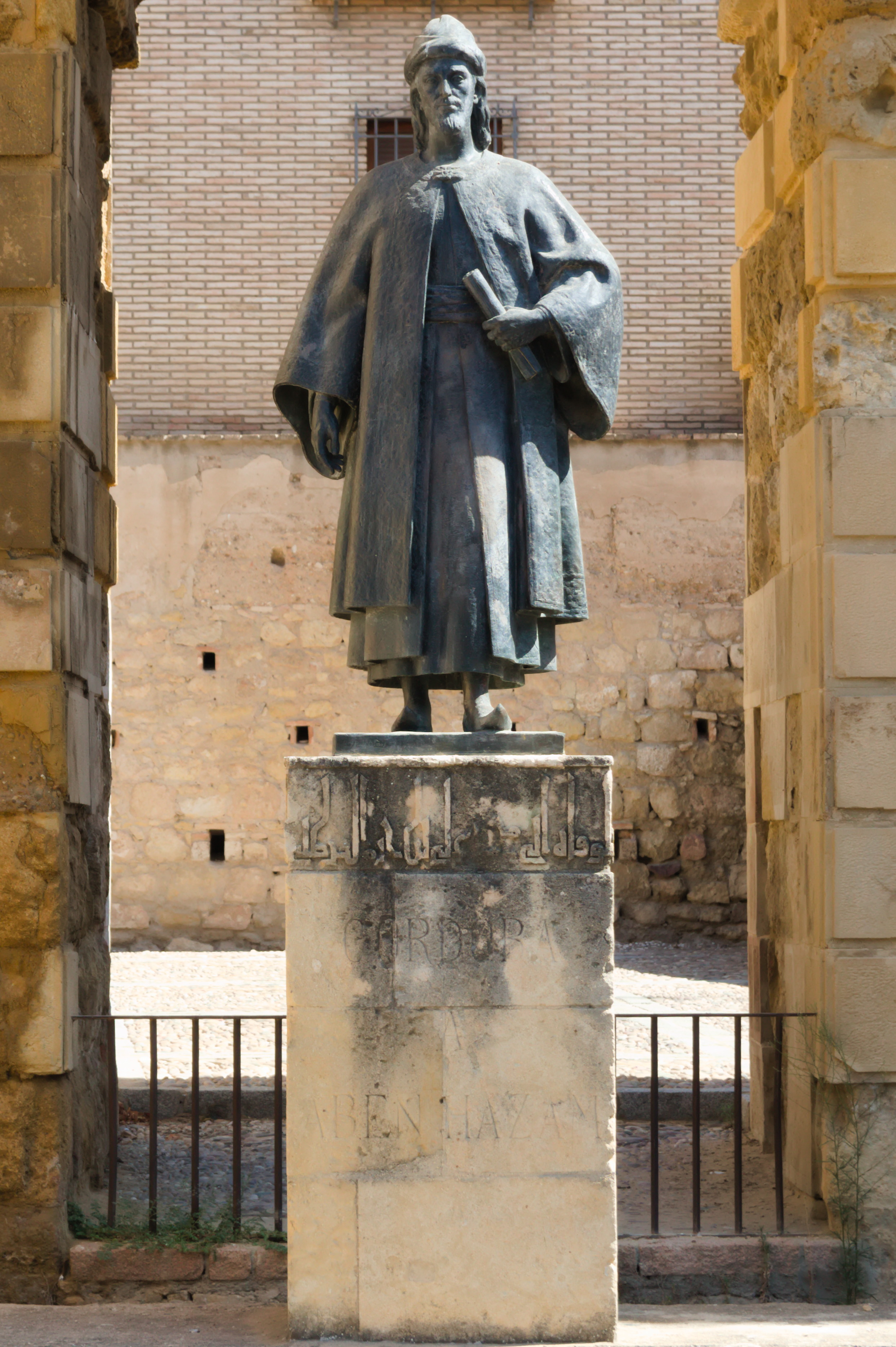
نَصب للأندلسي في قُرطبة.

مجتهد مطلق، وإمام حافظ، كان شافعي الفقه، فانتقل منه إلى الظاهرية، وافق العقيدة السلفية في بعض الأمور من توحيد الأسماء والصفات وخالفهم في أخرى  وكل ذلك كان باجتهاده الخاص، وله ردود كثيرة على الشيعة واليهود والنصارى وعلى الصوفية والخوارج.
أصلَّ ابن حزم ما يعرف عادة بالمذهب الظاهري وهو مذهب يرفض القياس الفقهي الذي يعتمده الفقه الإسلامي التقليدي، وينادي بوجوب وجود دليل شرعي واضح من القرآن أو من السنة لتثبيت حكم ما، لكن هذه النظرة الاختزالية لا توفي ابن حزم حقه فالكثير من الباحثين يشيرون إلى أنه كان صاحب مشروع كامل لإعادة تأسيس الفكر الإسلامي من فقه وأصول فقه.
كان الإمام ابن حزم ينادي بالتمسك بالكتاب والسنة وإجماع الصحابة ورفض ما عدا ذلك في دين الله، لا يقبل القياس والاستحسان والمصالح المرسلة التي يعتبرها محض الظن. يمكن أن نقلّص من حدّة الخلاف بينه وبين الجمهور، حول مفهوم العلة وحجيتها، إذا علمنا أن كثيرًا من الخلاف قد يكون راجعا إلى أسباب لفظية أو اصطلاحية وهو ما أشار إليه ابن حزم بقوله:
| ابن حزم الأندلسي | والأصل في كل بلاء وعماء وتخليط وفساد، اختلاط الأسماء، ووقوع اسم واحد على معاني كثيرة، فيخبر المخبر بذلك الاسم، وهو يريد أحد المعاني التي تحته، فيحمله السامع على غير ذلك المعنى الذي أراد المخبر، فيقع البلاء والإشكال | ابن حزم الأندلسي |

### جرأته وخصومه
كان ابن القيم شديد التتبع لآثار وكتب ابن حزم، وكان يصفه بمنجنيق العرب أو بمنجنيق الغرب. وكانت الناس تضرب المثل في لسان ابن حزم، فقيل عنه: «سيف الحجاج ولسان ابن حزم شقيقان»، فلقد كان ابن حزم يبسط لسانه في علماء الأمة وخاصة خلال مناظراته مع المالكية في الأندلس، وهذه الحدة أورثت نفورًا في قلوب كثير من العلماء عن ابن حزم وعلمه ومؤلفاته، وكثر أعداؤه في الأندلس.
تعرضه لفقهاء عصره الجاحدين المنتفعين من مناصبهم، مكن هؤلاء أن يؤلبوا عليه المعتضد بن عباد أمير اشبيلية، فاصدر قراراً بهدم دوره ومصادرة أمواله وحرق كتبه، وفرض عليه ألاّ يغادر بلدة أجداده منت ليشم من ناحية لبلة، وألا يفتي أحد بمذهب مالك أو غيره، كما توعد من يدخل إليه بالعقوبة، وهناك توفي سنة 1064 م، ولما فعلوا ذلك بكتبه تألم كثيراً فقال وقد حُرِّقت مؤلفاته:

## مشايخ ابن حزم
طلب ابن حزم العلم مبكراً ساعده على الأخذ عن الكبار، وساعده جده في تحصيل العلم على الأخذ عن العديد من أهل عصره، وهاهم مشاهير شيوخه، وما أخذه ابن حزم عنهم بالأخص، والملاحظ أن ثقافة ابن حزم الفقهية والحديثية والكلامية، بدأت في سن مبكر أي قبل أن يغادر قرطبة. وفي هذا تكذيب للرواية التي يأتي بها العديد من الكتاب والمؤلفين، والتي مفادها أنه لم يتجه إلى التحصيل إلا في سن السادسة والعشرين.

## أقوال العلماء فيه

### مؤيدوه
- قال الحميدي: | ابن حزم الأندلسي | كان حافظا عالما بعلوم الحديث وفقهه مستنبطا للأحكام من الكتاب والسنة متفننا في علوم جمة، عاملا، بعلمه زاهدا في الدنيا بعد الرئاسة التي كانت له ولأبيه من قبله في الوزارة وتدبير الممالك، متواضعا ذا فضائل جمة وتواليف، كثيرة في كل ما تحقق به من العلوم، وجمع من الكتب في علم الحديث والمصنفات والمسندات شيئا كثيرا وسمع سماعا جما، وأول سماعه، من أبى عمر أحمد بن محمد بن الجسور، قبل الأربعمائة، وألف في فقه الحديث كتابا كبيرا سماه كتاب [الإيصال إلى فهم الخصال الجامعة، لجمل شرائع الإسلام في الواجب والحلال والحرام وسائر الأحكام على ما أوجبه القرآن والسنة والإجماع] أورد فيه أقوال، الصحابة والتابعين ومن بعدهم من أئمة المسلمين في مسائل الفقه والحجة لكل طائفة عليها والأحاديث الواردة في ذلك من الصحيح، والسقم بالأسانيد وبيان ذلك كله وتحقيق القول فيه، وله كتاب الإحكام في أصول الأحكام في غاية التقصى وإيراد الحجاج، وكتاب، الفصل في الملل والأهواء والنحل، وكتاب في الإجماع ومسائل على أبواب الفقه، وكتاب في مراتب العلوم وكيفية طلبها وتعلق بعضها ببعض، وكتاب [إظهار تبديل اليهود والنصارى للتوراة والإنجيل، وبيان تناقض ما بأيديهم من ذلك مما لا يحتمل التأويل] وهذا مما سبق إليه، وكذلك كتاب [التقريب لحد المنطق والمدخل إليه بالألفاظ العامية والأمثلة الفقهية] فإنه سلك في بيانه وإزالة سوء الظن عنه وتكذيب المخرقين به طريقة لم يسلكها أحد قبله في ما علمنا، وما رأينا مثله في ما اجتمع له من الذكاء وسرعة الحفظ وكرم النفس والتدين، مولده في ليلة الفطر سنة أربع وثمانين وثلاثمائة بقرطبة، ومات بعد الخمسين وأربعمائة، وكان له في الآداب والشعر نفس واسع وباع طويل | ابن حزم الأندلسي |
- قال الحميدي أيضا: وما رأيت من يقول الشعر على البديهة أسرع منه وشعره كثير، ومنها في الاعتذار عن المدح لنفسه:[40]

- وله من أخرى:[40]

- وله من أخرى:[40]

- وقال أيضا ما رأينا مثله مما اجتمع له مع الذكاء وسرعة الحفظ وكرم النفس والتدين وما رأيت من يقول الشعر على البديهة أسرع منه قال أنشدني لنفسه:[40]

- وروى له الحافظ الحميدي:[41]

- أورد المقري التلمساني هذه القصة وأسبقها بقوله: «قال ابن حزم في طوق الحمامة» [42] وبالرغم من عدم ورودها في نسخة الطوق الحالية فيمكننا أن نثق في كلام المقرى إذا علمنا أن النسخة التي بين أيدينا ليست كاملة باعتراف الناسخ نفسه، الذي حذف أكثر أشعارها تحسينا لها وتصغيرا لحجمها [43]
- وقال ابن العماد الحنبلي: كان إليه المنتهى في الذكاء وحدة الذهن وسعة العلم بالكتاب والسنة والمذاهب والملل والنحل والعربية والآداب والمنطق والشعر مع الصدق والديانة والحشمة والسؤدد والرياسة والثروة وكثرة الكتب.[44]
- وقال أبو حامد الغزالي: «وجدت في أسماء الله الحسنى كتابا لأبى محمد بن حزم يدل على عظم حفظه وسيلان ذهنه [45]»
- وقال أبو القاسم صاعد الأندلسي في طبقات الأمم كان ابن حزم أجمع أهل الأندلس قاطبة لعلوم الإسلام وأوسعهم مع توسعه في علم اللسان والبلاغة والشعر والسير والأخبار: أخبرني ابنه الفضل انه اجتمع عنده بخط أبيه من تآليفه نحو أربعمائة مجلد تشتمل على قريب من ثمانين ألف ورقة.[46]
- وقال ابن خلكان: «كان حافظا عالما بعلوم الحديث مستنبطا للأحكام من الكتاب والسنة بعد أن كان شافعي المذهب فانتقل إلى مذهب أهل الظاهر وكان متفننا في علوم جمة عاملا بعلمه زاهدا في الدنيا بعد الرياسة التي كانت له ولأبيه من قبله في الوزارة وتدبي الملك متواضعا ذا فضائل وتآليف كثيرة وجمع من الكتب في علم الحديث والمصنفات والمسندات شيئا كثيرا وسمع سماعا جما وألف في فقه الحديث كتابا سماه كتاب الايصال إلى الفهم، وكتاب الخصال الجامعة نحل شرائع الإسلام في الواجب والحلال والحرام والسنة والإجماع أورد فيه أقوال الصحابة والتابعين ومن بعدهم من أئمة المسلمين رضي اللّه عنهم أجمعين وله كتاب في مراتب العلوم وكيفية طلبها وتعلق بعضها ببعض وكتاب اظهار تبديل اليهود والنصارى التوراة والانجيل وبيان ناقص ما بأيديهم من ذلك مما لايحتمل التأويل وهذا معنى لم يسبق إليه وكتاب التقريب بحد المنطق والمدخل إليه بالألفاظ العامية إلى غير ذلك مما لا يحصى كثرة وكان له كتاب صغير سماه نقط العروس جمع فيه كل غريبة ونادرة [47]»
- وقال محمد صديق حسن خان القنوجي: «...كان متفننا في علوم جمة عاملا بعلمه زاهدا في الدنيا بعد الرياسة التي كانت له ولأبيه من قبله في الوزارة وتدبير الملك متواضعا ذا فضائل جمة وتواليف كثيرة، ألف في فقه الحديث كتابا سماه الايصال إلى فهم الخصال الجامعة لجمل شرائع الإسلام في الواجب والحلال والحرام والسنة والإجماع اورد فيه اقوال الصحابة والتابعين ومن بعدهم من ائمة المسلمين والحجة لكل طائفة وعليها وهو كتاب كبير … وكان كثير الوقوع في العلماء المتقدمين لا يكاد يسلم أحد من لسانه فنفرت عنه القلوب واستهدف فقهاء وقته فتمالؤا على بغضه وردوا أقواله واجمعوا على تضليله وشنعوا عليه وحذروا سلاطنيهم من فتنته ونهوا عوامهم عن الدنو اليه والأخذ عنه فأقصته الملوك وشردته عن بلاده...[48]»
- وقال ابن المفلح: «كان إليه المنتهى في الذكاء والحفظ وكثرة العلم وكان متفننا في علوم جمة وله التصانيف الفاخرة في علوم شتى حتى في المنطق وشرح المجلى في اثنى عشر مجلدا ومن طالع كتابه هذا وجد فيه تأدبه مع الإمام أحمد ومتابعته.»
- قال العز بن عبد السلام: «ما رأيت في كتب الإسلام في العلم مثل المحلى لابن حزم والمغنى لابن قدامة [49]»
- وقال ابن بشكوال: في حقه كان أبو محمد أجمع أهل الأندلس قاطبة لعلوم الإسلام وأوسعهم معرفة مع توسعه في علم اللسان ووفور حظه من البلاغة والشعر والمعرفة بالسير والأخبار أخبر ولده أبو رافع الفضل أنه اجتمع عنده بخط أبيه من تأليفه نحو أربعمائة مجلد تشتمل على قريب من ثمانين ألف ورقة [50]
- وقال عبد الواحد بن علي المراكشي: «(...) نبذ الوزارة واطرحها اختيارا وأقبل على قراءة العلوم وتقييد الآثار والسنن فنال من ذلك ما لم ينل أحد قبله بالأندلس وكان على مذهب الإمام أبي عبد الله الشافعي أقام على ذلك زمانا ثم انتقل إلى القول بالظاهر وأفرط في ذلك حتى أربى على أبي سليمان داود الظاهري وغيره من أهل الظاهر وله مصنفات كثيرة جليلة القدر شريفة المقصد في أصول الفقه وفروعه على مهيعه الذي يسلكه ومذهبه الذي يتقلده وهو مذهب داود ابن علي بن خلف الاصبهاني الظاهري ومن قال بقوله من أهل الظاهر ونفاة القياس والتعليل بلغني عن غير واحد من علماء الأندلس أن مبلغ تصانيفه في الفقه والحديث والأصول والنحل والملل وغير ذلك من التاريخ والنسب وكتب الأدب والرد على المخالفين له نحو من أربعمائة مجلد تشتمل على قريب من ثمانين ألف ورقة وهذا شيء ما علمناه لأحد ممن كان في مدة الإسلام قبله إلا لأبي جعفر محمد بن جرير الطبري فإنه أكثر أهل الإسلام تصنيفا فقد ذكر أبو محمد عبد الله بن محمد بن جعفر الفرغاني في كتابه المعروف بالصلة وهو الذي وصل به تاريخ أبي جعفر الطبري الكبير أن قوما من تلاميذ أبي جعفر لخصوا أيام حياته منذ بلغ الحلم إلى أن توفي في سنة 310 وهو ابن ست وثمانين سنة ثم قسموا عليها أوراق مصنفاته فصار لكل يوم أربع عشرة ورقة وهذا لا يتهيأ لمخلوق إلا بكريم عناية الباري تعالى وحسن تأييده له، ولأبي محمد بن حزم بعد هذا نصيب وافر من علم النحو واللغة وقسم صالح من قرض الشعر وصناعة الخطابة … وإنما أوردت هذه النبذة من أخبار هذا الرجل وإن كانت قاطعة للنسق مزيحة عن بعض الغرض لأنه أشهر علماء الأندلس اليوم وأكثرهم ذكرا في مجالس الرؤساء وعلى ألسنة العلماء وذلك لمخالفته مذهب مالك بالمغرب واستبداده بعلم الظاهر ولم يشتهر به قبله عندنا أحد ممن علمت وقد كثر أهل مذهبه وأتباعه عندنا بالأندلس اليوم [51]»
- وقال جلال الدين السيوطي: «كان صاحب فنون وورع وزهد وإليه المنتهى في الذكاء والحفظ وسعة الدائرة في العلوم أجمع أهل الأندلس قاطبة لعلوم الإسلام وأوسعهم مع توسعه في علوم اللسان والبلاغة والشعر والسير والأخبار [52]»
- وقال الإمام الذهبي: الإمام الأوحد، البحر، ذو الفنون والمعارف أبو محمد، علي بن أحمد بن سعيد بن حزم بن غالب بن صالح بن خلف بن معدان بن سفيان بن يزيد، الفارسي الأصل، ثم الأندلسي القرطبي اليزيدي مولى الأمير يزيد بن أبي سفيان بن حرب الأموي - رضي الله عنه - المعروف بيزيد الخير، نائب أمير المؤمنين أبي حفص على دمشق، الفقيه الحافظ، المتكلم، الأديب، الوزير الظاهري، صاحب التصانيف . فكان جده يزيد [ ص: 185 ] مولى للأمير يزيد أخي معاوية . وكان جده خلف بن معدان هو أول من دخل الأندلس في صحابة ملك الأندلس عبد الرحمن بن معاوية بن هشام ; المعروف بالداخل...... وقد حط أبو بكر بن العربي على أبي محمد في كتاب «القواصم والعواصم» وعلى الظاهرية .... قلت: لم ينصف القاضي أبو بكر - رحمه الله - شيخ أبيه في العلم، ولا تكلم فيه بالقسط، وبالغ في الاستخفاف به، وأبو بكر فعلى عظمته في العلم لا يبلغ رتبة أبي محمد، ولا يكاد، فرحمهما الله وغفر لهما.
- وقال الفيروز آبادي: إمام في الفنون وزر هو بعد أبيه للمظفر وترك الوزارة وأقبل على التصنيف ونشر العلم ومن تصانيفه كتاب التقريب في بيان حدود الكلام وكيفية إقامة البرهان في كل ما يحتاج إليه منه وتمييزه مما يظن أنه برهان وليس برهانا وكتاب الأخلاق والسير صغير وكتاب الفصل بين النحل والملل (قلت اسمه الفصل في الملل والأهواء والنحل) وكتاب الدرة في الاعتقاد صغير ورسالة التوفيق على شارع النجاة باختصار الطريق وكتاب التحقيق في نقض كلام الرازي وكتاب التزهيد في بعض كتاب الفريد وكتاب اليقين في النقض على عطاف في كتابه عمدة الأبرار وكتاب النقض على عبد الحق الصقلي وكتاب زجر العاوي وإخسائه ودحر الغاوي وإخزائه وكتاب رواية أبان يزيد العطار عن عاصم في القراءات وكتاب الرد على من قال إن ترتيب السور ليس من عند الله بل هو فعل الصحابة وكتاب الإحكام لأصول الأحكام وكتاب النبذ في الإصول وكتاب النكت الموجزة في إبطال القياس والتعليل والرأي وكتاب النقض على أبي العباس بن سريج وكتاب الرد على المالكية في الموطأ خاصة وكتاب الرد على الطحاوي في الاستحسان وكتاب صلة الدامع الذي ابتدأه أبو الحسن بن المفلس وكتاب الخصال في المسائل المجرده وصلته في الفتوح والتاريخ والسير وكتاب الاتصال في شرح كتاب الخصال نخو أربعة آلاف ورقة وكتاب المحلى وشرحه وكتاب المعلى في شرح المحلى بإيجاز وكتاب حجة الوداع صغير ورسالة في التلخيص في تلخيص الأعمال وكتاب مراتب العلماء وكتاب مراتب التواليف واختصار كتاب العلل للباجي والتاريخ الصغير في أخبار الأندلس وكتاب الجماهير في النسب ورسالة في النفس ورسالة في النقس ورسالة في الطب ورسالة في النساء ورسالة في الغناء وكتاب الإعراب عن كشف الالتباس الموجود في مذاهب أصحاب الرأي والقياس وكتاب القواعد في المسائل المجردة على طريقة أصحاب الظاهر نحو ثلاثة آلاف ورقة وكتاب تأليف الأخبار المأثورة عن رسول الله صلى الله عليه وسلم التي ظاهرها التعارض ونفي التناقض عنها نحو عشرة آلاف ورقة ورسالة الاستحالات وكتاب في الألوان ورسالة في الروح والنفس ورسالة في مراعاة أحوال الإمام ورسالة في فضل الأندلس وذكر علمائها وتواليفهم ورسالة الكشف عن حقيقة البلاغة وحين الاستعادة في النطم والنثر وكتاب غلط أبي عمرو المقرئ في كتابه المسند والمرسل وكتاب في العروض صغير وكتاب طوق الحمامة نحو ثلاثمئة ورقة عارض كتاب الزهرة لأبي بكر بن داود وكتاب دعوة الملل في أبيات المثل فيه أربعون ألف بيت وكتاب التعقيب على ابن الإفليلي في شرح شعر المتنبي وكتاب في الوعد والوعيد ورسالة الإيمان وكتاب الإجماع.[53]
- (قال الدكتور عبد الباقي السيد عبد الهادي الظاهري) معلقا: قد أجاد الفيروزآبادى في ترجمته لابن حزم فأتى بمصنفات له انفرد بها، ولم يدانيه فيها أحد ممن ترجموا لابن حزم، حتى عمدة المؤرخين الإمام العظيم الذهبي.
- وقال إسماعيل بن عمر بن كثير: «(...) قرأ القرآن واشتغل بالعلوم النافعة الشرعية وبرز فيها وفاق أهل زمانه وصنف الكتب المشهورة يقال إنه صنف أربعمائة مجلد في قريب من ثمانين ألف ورقة وكان اديبا طبيبا شاعرا فصيحا له في الطب والمنطق كتب وكان من بيت وزارة ورياسة ووجاهة ومال وثروة وكان مصاحبا للشيخ أبي عمر بن عبد البر النمري وكان مناوئا للشيخ أبي الوليد سليمان بن خلف الباجي وقد جرت بينهما مناظرات يطول ذكرها.»

### منتقدوه
وقد انتقد أبو بكر بن العربي بن حزم في كتاب «العواصم من القواصم» كما انتقد الظاهرية[ ؟ ]:
| ابن حزم الأندلسي | وجدت القول بالظاهر قد ملأ به المغربَ سخيفٌ كان من بادية إشبيلية يعرف بابن حزم، نشأ وتعلق بمذهب الشافعي، ثم انتسب إلى داود، ثم خلع الكل، واستقل بنفسه، وزعم أنه إمام الأمة يضع ويرفع، ويحكم ويشرع، ينسب إلى دين الله ما ليس فيه، ويقول عن العلماء ما لم يقولوا تنفيرا للقلوب منهم، وخرج عن طريق المشبِّهة في ذات الله وصفاته، فجاء فيه بطوام، واتفق كونه بين قوم لا بصر لهم إلا بالمسائل، فإذا طالبهم بالدليل كاعوا فيتضاحك مع أصحابه منهم, وعضدته الرئاسة بما كان عنده من أدب | ابن حزم الأندلسي |

- قال ابن تيمية، مقوماً ابن حزم في الاعتقاد والفقه والمنهج: | ابن حزم الأندلسي | وإن كان أبو محمد بن حزم في مسائل الإيمان والقدر أقوم من غيره وأعلم بالحديث وأكثر تعظيماً له ولأهله من غيره، لكن قد خالط من أقوال الفلاسفة والمعتزلة في مسائل الصفات ما صرفه عن موافقة أهل الحديث في معاني مذهبهم في ذلك، فوافق هؤلاء في اللفظ وهؤلاء في المعنى، وبمثل هذا صار يذم من الفقهاء، والمتكلمين وعلماء الحديث باتباعه لظاهر لا باطن له، كما نفى المعاني في الأمر والنهي والاشتقاق، وكما نفى خرق العادات ونحوه من عبادات القلوب، مضموماً إلى ما في كلامه من الوقيعة في الأكابر، والإسراف في نفي المعاني ودعوى متابعة الظواهر، وإن كان له من الإيمان والدين والعلوم الواسعة الكثيرة ما لا يدفعه إلا مكابر، ويوجد في كثير من كثرة الإطلاع على الأقوال والمعرفة بالأحوال والتعظيم لدعائم الإسلام ولجانب الرسالة ما لا يجتمع مثله لغيره، فالمسألة التي يكون فيها حديث يكون جانبه فيها ظاهر الترجيح، وله من التمييز بين الصحيح والضعيف والمعرفة بأقوال السلف ما لا يكاد يقع مثله لغيره من الفقهاء. | ابن حزم الأندلسي |
- وقال ابن العريف كان لسان ابن حزم وسيف الحجاج شقيقين.[55]
- وكان بين أبو عمرو الداني وبين بن حزم وحشة ومنافرة شديدة أفضت بهما إلى التهاجي، حيث كان أبو عمرو أقوم قيلا وأتبع للسنة / حسب قول الذهبي، ولكن أبا محمد أوسع دائرة في العلوم بلغت تواليف أبي عمرو مئة وعشرين كتابا [56]
- وكانت بينه وبين أبو الوليد سليمان بن خلف الباجي الأندلسي المالكي الأشعري.
- وللحافظ البارع المجود أبو بكر محمد بن حيدرة بن مفوز بن أحمد بن مفوز المعافري الشاطبي رد على ابن حزم وكان حافظا للحديث وعلله عالما بالرجال متقنا أديبا شاعرا فصيحا نبيلا أسمع الناس بقرطبة [57]
- وكان ابن زرقون أبو الحسين محمد بن أبي عبد الله محمد بن سعيد الأنصاري الأشبيلي شيخ المالكية من كبار المتعصبين للمذهب فأوذي من جهة بني عبد المؤمن لما أبطلوا القياس وألزموا الناس بالأثر والظاهر وقد صنف كتاب المعلى في الرد على المحلى لابن حزم توفي في شوال سنة 731 هـ وله ثلاث وثمانون سنة [58]
- وممن انتقد ابن حزم إبراهيم بن حسن بن عبد الرفيع الربعي التونسي قاضي قضاة بتونس يكنى أبا اسحاق ألف كتاب معين الحكام في مجلدين وله الرد على ابن حزم في اعتراضه على مالك في أحاديث خرجها في الموطأ ولم يقل بها وله اختصار اجوبه القاضي أبي الوليد بن رشد توفى سنة أربع وثلاثين وسبعمائة في شهر رمضان عن تسع وتسعين سنة وأشهر تعالى [59]
- وقد أفرط السبكي الابن كعادته في الرد فقال عن كتاب الفصل لابن حزم " وكتابه هذا الملل والنحل من شر الكتب وما برح المحققون من أصحابنا ينهون عن النظر فيه لما فيه من الإزراء بأهل السنة ونسبة الأقوال السخيفة إليهم من غير تثبت عنهم والتشنيع عليهم بما لم يقولوه وقد أفرط في كتابه هذا في الغض من شيخ السنة أبي الحسن الأشعري وكاد يصرح بتكفيره في غير موضع وصرح بنسبته إلى البدعة في كثير من المواضع وما هو عنده إلا كواحد من المبتدعة والذي تحققته بعد البحث الشديد أنه لا يعرفه ولا بلغه بالنقل الصحيح معتقده وإنما بلغته عنه أقوال نقلها الكاذبون عليه فصدقها بمجرد سماعه إياها ثم لم يكتف بالتصديق بمجرد السماع حتى أخذ يشنع وقد قام أبو الوليد الباجي وغيره على ابن حزم بهذا السبب وغيره وأخرج من بلده وجرى له ما هو مشهور في الكتب من غسل كتبه وغيره ومما يعرفك ما قلت لك من جراءته وتسرعه هذا النقل الذي عزاه إلى الأشعري ولا خلاف عند الأشعري وأصحابه بل وسائر المسلمين أن من تلفظ بالكفر أو فعل أفعال الكفار أنه كافر بالله العظيم مخلد في النار وإن عرف بقلبه وأنه لا تنفعه المعرفة مع العناد ولا تغني عنه شيئا ولا يختلف مسلمان في ذلك وهل الفائت عليه نفس الإيمان لكون النطق ركنا منه أو شرطه فيه البحث المعروف للأشاعرة وسيأتي وأجمعوا على أن الإسلام زائل عنه فقول ابن حزم في النقل عنهم إنه مسلم خطأ عليهم صادر عن أمرين عن عدم المعرفة بعقائدهم وعن عدم التفرقة بين الإيمان والإسلام [60]
- وممن رد على ابن حزم الحافظ الإمام أبو بكر محمد بن حيدرة بن مفوز بن أحمد بن مفوز المعافري الشاطبي حدث عن عمه طاهر الحافظ وأبي علي الغساني وأجاز له أبو الوليد الباجي وكان حافظا متقنا ضابطا عارفا بالأدب وفنونه حدث بقرطبة وخلف شيخه أبا علي في الإفادة وله رد على ابن حزم مات سنة خمس عشرة وخمسمائة عن اثنتين وأربعين سنة [61]

## كتب ودراسات عنه:
- ابن حزم: حياته وعصره، آراؤه وفقهه، محمد أبو زهرة.
- ابن حزم ورسالته المفاضلة بين الصحابة، سعيد الأفغاني، طُبع بدمشق ١٩٤٠.

## الاهتمام بفقه وعلوم ابن حزم في العصور المتأخرة
من أكثر المهتمين بفقه ابن حزم وتراثه من المعاصرين الشيخ أبو تراب الظاهري والشيخ أبو عبد الرحمن بن عقيل الظاهري وكذلك الشيخ محمد أبو زهرة، والأمام الألباني والشيخ مقبل بن هادي الوادعي وكذلك الأديب سعيد الأفغاني وغيرهم كثير جدا.

كما يشير الفيلسوف العربي المعاصر أبو يعرب المرزوقي: 
.
فيلسوف عربي آخر هو محمد عابد الجابري يضع ابن حزم ركنا أساسيا في رؤيته لمشروع النهضة العربية الذي لم يتم وإن كانت الرؤية تختلف عن رؤية المرزوقي فهي عند الجابري تبدأ من ابن حزم وابن باجة فابن طفيل إلى ابن رشد والشاطبي[ ؟ ] وابن خلدون.
ان رؤية ابن حزم الفلسفية التجديدية تجعله ركنا أساسيا في أي قراءة للتراث العربي الإسلامي رغم أن مدرسته الفقهية رفضت أشد الرفض من قبل المدرسة الإسلامية التقليدية التي اعتمدت المذاهب الأربعة للسنة وأغلقت الباب أمام أي تعديل أو اجتهاد.
كان ابن حزم من رواد النقد الإسلامي لليهودية والنصرانية وأشار الدكتور أحمد عبد المقصود الجندي إلى أسبقيته بقوله
| ابن حزم الأندلسي | كان أول من قدم منهجا نقديا علميا في نقد العهد القديم. | ابن حزم الأندلسي |

## أقواله
- قال ابن حزم: إذا حضرتَ مجلسَ علمٍ فلا يكن حضورُكَ إلا حضور مُستزيد علمًا وأجرًا، لا حضور مُستغنٍ بما عندكَ، طالبًا عثرة تشيّعها أو غريبة تشنِّعها؛ فهذه أفعال الأرذال الذين لا يفلحون في العلمِ أبدا
- وقال: ثقْ بالمُتديِّن وإن كان على غير دينك، ولا تثق بالمُستخفِّ وإن أظهر أنه على دينك
- بابٌ عظيمٌ من أبواب العقل والرَّاحة؛ وهو اطِّراحُ المبالاة بكلام النَّاس، واستعمال المبالاة بكلام الخالق عزَّ وجلَّ بل هذا بابُ العقل كلِّه والرَّاحة كلِّها
- من قدّر أنه يسلم من طعن الناس، وعيبهم فهو مجنون
- لا آفة على العلوم وأهلها أضرُّ من الدُّخلاء فيها وهم مِن غير أهلها؛ فإنّهم يجهلون ويظنُّون أنهم يعلمون، ويُفسدون ويقدرون أنهم يصلحون
- لا تحقر شيءًا مِن عمَل غدٍ أن تحقّقه بأنْ تعجله اليوم وإن قَلّ؛ فإنّ من قليل الأعمال يجتمع كثيرها وربما أعجز أمرها عند ذلك فيبطل الكل، ولا تحقر شيءًا مما ترجو به تثقيل ميزانكَ يوم البعث أن تعجله الآن وإن قَلّ؛ فإنه يحطُّ عنكَ كثيرًا لو اجتمع لقذف بكَ في النار
- من ساوى بين عدوه وصديقه في التقريب والرفعة لم يزد على أن زهد الناس في مودته، وسهل عليهم عداوته، ولم يزد على استخفاف عدوه له، وتمكينه من مقاتله، وإفساد صديقه على نفسه، وإلحاقه بجمله أعدائه
- «الحب ليس بمُنكَرٍ في الأديان ولا بمحظورٍ في الشريعة ؛ إذ القلوب بيد الله»

## مؤلفاته
هو أكبر علماء الإسلام تصنيفًا وتأليفًا بعد الطبري، ألف ابن حزم في الأدب كتاب طوق الحمامة، وألف في الفقه وفي أصوله، وشرح منطق أرسطو وأعاد صياغة الكثير من المفاهيم الفلسفية، وربما يعتبر أول من قال بالمذهب الاسمي في الفلسفة الذي يلغي مقولة الكليات الأرسطية (الكليات هي أحد الأسباب الرئيسة للكثير من الجدالات بين المتكلمين والفلاسفة في الحضارة الإسلامية وهي أحد أسباب الشقاق حول طبيعة الخالق وصفاته). ذكر ابنه أبو رافع الفضل أن مبلغ تآليف أبي محمد هَذَا فِي الفقه والحديث والأصول والتاريخ والأدب وغير ذَلِكَ بلغ نحو أربع مئة مجلد تشتمل عَلَى قريب من ثمانين ألف ورقة
- هذه قائمة بعض كتبه:[64][65]

| الفصل في الملل والأهواء والنحل                               | المحلى شرح المجلى                                                       | طوق الحمامة                                            |
| الإحكام في أصول الأحكام                                      | الأخلاق والسير                                                          | التلخيص لوجوه التخليص                                  |
| الرسالة الباهرة                                              | ملخص إبطال القياس والرأي والاستحسان والتقليد والتعليل                   | الإيصال إلى فهم كتاب الخصال. (مفقود)                   |
| الخصال الحافظ لجمل شرائع الإسلام. (مفقود)                    | ما انفرد به مالك وأبو حنيفة والشافعي. (مفقود)                           | التصفح في الفقه. (مفقود)                               |
| الإملاء في شرح الموطأ. (مفقود)                               | در القواعد في فقه الظاهرية. (مفقود)                                     | مراتب الإجماع                                          |
| الرسالة البلقاء في الرد على عبد الحق بن محمد الصقلي. (مفقود) | الرد على من اعترض على الفصل.                                            | اليقين في نقض تمويه المعتذرين عن إبليس وسائر المشركين. |
| الرد على ابن زكريا الرازي.                                   | الرد على من كفر المتأولين من المسلمين.                                  | مختصر في علل الحديث                                    |
| التقريب لحد المنطق بالألفاظ العامية.                         | الاستجلاب. (مفقود)                                                      | نسب البربر. (مفقود)                                    |
| نقط العروس.                                                  | اختلاف الفقهاء الخمسة مالك، وأبي حنيفة، والشافعي، وأحمد، وداود. (مفقود) | النبذ في أصول الفقه الظاهري                            |

## مؤلفات ابن حزم حسب التصنيف

كتاب المحلى بالآثار في شرح المجلى بالاختصار/ يعد هذا الكتاب واحداً من أهم كتب الفقه الإسلامي، وموسوعة فقهية ضخمة، استعرض فيها ابن حزم آراء معظم من سبقه وعاصره من الفقهاء.

الفصل في الملل والأهواء والنحل كتاب في دراسة عقائد أصحاب الملل غير الإسلامية كعباد الشمس والكواكب والنصرانية وحكماء الهند وعبدة الأصنام وغيرها، وآراء الفرق الإسلامية ومذاهبها كالمعتزلة والجهمية والقدرية والشيعة وغيرها من الفرق.

كتاب الإحكام في أصول الأحكام.

كتاب التقريب لحد المنطق والمدخل إليه بالألفاظ العامية والأمثلة الفقهية/ تأليف: الإمام ابن حزم. ويليه: (محك النظر في المنطق)/ تأليف: الإمام أبي حامد الغزالي.

### التاريخ والنسب والسياسة
- جوامع السيرة النبوية نشر عدة مرات
- رسالة في القراءات المشهورة في الأمصار
- رسالة أسماء الصحابة والرواة وما لكل واحد من العدد
- رسالة أصحاب الفتيا من الصحابة ومن بعدهم على مراتبهم في كثرة الفتيا
- رسالة جمل فتوح الإسلام بعدالرسول صلى الله عليه وسلم. صنفها سنة 431 هـ/1039 م أو بعدها بقليل
- رسالة في أسماء الخلفاء والولاة وذكر عددهم. صنفها إما سنة 426 هـ/1034 م أو446 هـ/1054 م حيث فتنة البساسيري، وهذه الرسائل الخمس نشرت ملحقة بجوامع السيرة تحقيق إحسان عباس وناصر الأسد، دار المعارف بمصر، كما نشرتها مجلة الأزهر في هديتها عدد جمادى الآخر1413 هـ، شعبان1413 هـ
- رسالة جمل من التاريخ ويبدو أنه صنفها في نفس تاريخ الرسالة السابقة حيث توقف فيها عند ما توقف في أسماء الخلفاء وقد نشرها عبد الحليم عويس وابن عقيل بالرياض1977 م، ونشر إحسان عباس جزءا منها برسائل ابن حزم الظاهري الجزء الثاني
- رسالة أمهات الخلفاء صنفها بعد سنة 422 هـ/1030 م، نقط العروس في تواريخ الخلفاء صنفها قبل سنة 450 هـ/1058 م إلا أنه أدخل عليها تعديلات أخرى سنة 452 هـ/1060 م
- رسالة في فضل الأندلس وذكر رجالها. صنفها بقلعة البونت سنة 422 هـ/1030 م أوبعدها بقليل
- رسالة في ذكر أوقات الأمراء أو أيامهم بالأندلس. صنفها بعد سنة 445 هـ/1053 م، وهذه الرسائل نشرها إحسان عباس بالجزء الثاني من رسائل ابن حزم
- جمهرة أنساب العرب. صنفه بعد سنة 446 هـ/1054 م
- كتاب في السياسة صنفه بعد سنة 418 هـ/1026 م وقد نشر محمد إبراهيم الكنانى نتفا منه بمجلة تطوان عدد (5) سنة 1960 م ص95-107
- كتاب الإمامة والسياسة في قسم سير الخلفاء ومراتبها والندب إلى الواجب منها، وقد وردت شذرات منه ضمن كتاب الشهب اللامعة والسياسة النافعة لابن رضوان.

### مصنفاته التاريخية المفقودة
- تواريخ أعمامه وأبيه وأخواته وبنيه وبناته مواليدهم وتاريخ من مات منهم في حياته
- إجازة لتلميذه شريح
- إجازة لتلميذه الحسين بن عبد الرحيم
- وكتاب طبقات القراء ابتدأه من الصحابة نقل منه ابن حجر في كتابه الإصابة [66]
- كتاب الفضائح ذكر فيه فضائح البربر، يبدو أنه صنفه بعد تدمير البربر قرطبة سنة 403 هـ/1013 م
- كتاب الشعراء المقدمين
- كتاب الإمامة والمفاضلة
- نسب البربر في مجلد
- رسالة مراتب العلماء وتواليفهم في كراسة
- الرسالة اللازمة لأولى الأمر
- تسمية شيوخ مالك
- تسمية الشعراء الوافدين على ابن أبي عامر
- غزوات المنصور بن أبي عامر
- فهرسة شيوخ ابن حزم
- كتاب في جملة من دخل الأندلس من المغرب.

### الفقه وأصوله
- المحلى بالآثار شرح المجلى بالاختصار إثنى عشر جزءا توفى ابن حزم ولم يتمه حيث توقف عند المسألة رقم2023 وأتمه ابنه الفضل من كتاب أبيه الإيصال طبع عدة مرات
- الإحكام في أصول الأحكام ثمانية أجزاء في مجلدين طبع عدة مرات
- النبذة الكافية في أحكام أصول الدين وهو مختصر للإحكام طبع أكثر من مرة
- مراتب الإجماع في العبادات والمعاملات والاعتقادات طبع أكثر من مرة
- إبطال القياس والرأى والتقليد مطبوع بتحقيق محمد سعيد البدرى
- رسالة ملخص إبطال القياس والرأى والاستحسان والتقليد والتعليل نشرها سعيد الأفغانى بدمشق
- حجة الوداع طبع أكثر من مرة
- رسالتان أجاب فيهما عن رسالتين سئل فيهما سؤال التعنيف
- رسالة في الرد على الهاتف من بعد، رسالة التوقيف على شارع النجاة وهده الرسائل الثلاث صنفها بعد كتاب التقريب
- رسالة التلخيص لوجوه التخليص صنفها بعد سنة 426 هـ/1034 م
- رسالة البيان عن حقيقة الإيمان.صنفها بعد سنة 440 هـ/1048 م
- رسالة الإمامة
- رسالة في حكم من قال إن أرواح أهل الشقاء معذبة إلى يوم القيامة. صنفها بعد كتاب الفصل، وهذه الرسائل السبع نشرها إحسان عباس بالجزء الثالث من رسائل ابن حزم ص73-230، كما ألحقها برسالة ابن حزم في الرد على ابن النغريلة اليهودى، دار العروبة، القاهرة
- رسالة في الفاض تجرى بين المتكلمين في الأصول. نشرها إحسان عباس بالجزء الرابع من رسائل ابن حزم ص409-416
- رسالة في الغناء الملهى أمباح هو أم محظور.نشرت برسائل ابن حزم الجزء الأول ص430-439
- نبذة في البيوع. نشرتها دار الحرمين بالقاهرة
- رسالة في ألم الموت وإبطالة. نشرت بالجزء الرابع من رسائل ابن حزم ص359-360
- ظل العمامة وطوق الحمامة في فضل القربة والصحابة. مطبوع ولكن شكك البعض في نسبته لابن حزم
- رسالة نكت الإسلام. ترجمت للأسبانية ونشرت بغرناطة سنة 1911 م، وقد ضاع نصها العربي
- كتاب المجلى وهو المتن الذي عمل عليه كتاب المحلى. وقد أخبرنى بعض المهتمين بابن حزم في مصر بأنه توجد نسخة من هذا الكتاب عنده ويقع في مجلدين إلا أننى لم أطالعه
- الإعراب عن الحيرة والالتباس الموجودين في مذاهب أهل الرأى والقياس. جزءين وتوجد نسخة مصورة منه لدى أبى عبد الرحمن بن عقيل الظاهري بالرياض
- كتاب الإيصال في شرح الخصال الجامعة لجمل شرائع الإسلام في الواجب والحلال والحرام والسنة والإجماع يقع في أربعين مجلدا في خمسة عشر ألف ورقة ويوجد جزء من هذا الكتاب عند أبى تراب الظاهري بجدة وباقي الكتاب في حكم المفقود
- الرسالة تقع في ستة وثلاثين ورقة
- رسالة الأصول وهما مخطوطتان بمكتبة جسترجنى بدبلن أيرلندا
- كتاب في ما جرى بين ابن حزم وأبى الوليد الباجى من مناظرة يوجد عند أبى تراب الظاهري
- رسالة في مسألة الكلب. مخطوطة بمخطوطة شهيد على رقم2704(168-171) وقد أخبرنى بعض المهتمين بفكر ابن حزم أنها عنده مطبوعة في عدة صفحات وكان قد وعدنى بها إلا انه لم يوف.

### كتب فقهية لم تصلنا
- كتاب أجوبة على المسائل المستغربة من صحيح البخاري [67]
- كتاب تنوير المقباس، الصادع في الرد على من قال بالتقليد
- الإجماع ومسائله على أبواب الفقه
- الاستقصاء، ذو القواعد في ألف ورقة ومن موضوعاته الشروط التي إن خالفها أهل الكتاب تستباح دماؤهم
- القدح المعلى في تتميم المجلى
- مختصر الموضح لأبى الحسن بن المغلس الظاهري
- كتاب في أن تارك صلاة عمدا حتى يخرج وقتها لا قضاء عليه. وقد عرض ابن حزم هذه المسألة بكتابه المحلى مسألة رقم279
- كتاب الإملاء في شرح الموطأ في ألف ورقة
- كتاب في ما خالف فيه الحنفية والمالكية والشافعية جمهور الصحابة. يشتمل على مائتى مسألة
- قسمة الخمس في الرد على إسماعيل القاضي مجلد
- الخصال الحافظ لجمل شرائع الإسلام مجلدين
- السألة اليقينية المستخرجة من الآيات القرآنية
- الآثار التي ظاهرها التعارض ونفى التناقض عنها. بدأ تصنيفة بعد الإحكام ومات ولم يتمه يقع في عشرة آلاف ورقة
- كتاب في ما خالف فيه المالكية الطتائفة من الصحابة
- كتاب اختلاف الفقهاء مالك وأبى حنيفة والشافعي وأحمد وداود
- كتاب التصفح في الفقه، التبيين في هل علم المصطفى أعيان المنافقين ثلاث كراريس
- التلخيص والتخليص في المسائل النظرية ذكر ابن عقيل أنه يقع في مجلد ضخم
- كتاب الإملاء في قواعد الفقه في ألف ورقة
- الإجماع كتيب
- الفرائض كتيب
- الرسالة البلقاء في الرد على عبد الحق بن محمد الصقلى كتيب
- الرد على من كفر المتأولين من المسلمين مجلد
- الاستجلاب مجلد
- مراقبة أحوال الإمام جزء
- رسالة المعارضة كراسة
- قصر الصلاة كراسة
- رسالة التأكيد كراسة
- العتاب على أبى مروان الخولانى كراسة
- رسالة في معنى الفقه والزهد كراسة
- التلخيص في أعمال العباد جزء
- الإظهار لما شنع به على الظاهرية كراسة
- زجر الغاوى جزءين
- رسالة في مسألة الإيمان
- رسالة في السماع
- كتاب الحدود
- كشف الالتباس لما بين أصحاب الظاهر وأصحاب القياس. جزء
- كتاب الصلاة
- كتاب مناسك الحج
- رسالة في الوعد والوعيد وبيان الحق في ذلك من السنن والقرآن. كتبها للأمير ابى الأحوص معن بن محمد التجيبى بين سنتى (433 هـ/1041 م و443 هـ/1051 م)
- كتاب مراتب الديانة
- كتاب مهم السنن
- مجموع فتاوى عبد الله بن عباس
- إرشاد السترشد.

### القرآن وعلومه وكلها في حكم المفقود
- الناسخ والنسوخ في القرآن
- رسالة في أن القرآن ليس من نوع بلاغة الناس. كتبها لصاحبه أحمد بن عبد الملك بن شهيد
- رسالة في آية فإن كنت في شك مما أنزلنا إليك
- كتاب في تفسير حتى إذا استياس الرسل
- كتاب في القراءات.

### الحديث وعلومه
- سنن ابن حزم الظاهري طبع في دار ابن حزم في ثلاث مجلدات بتحقيق الدكتور مجيد الخليفة.[68]
- كتاب عدد ما لكل صاحب في مسند بقى. ذكر محمد إبراهيم الكنانى أنه مطبوع ولكن لم يذكر دار النشر ولا مكانها
- الجامع في صحيح الأحاديث باختصار الأسانيد والاقتصار على أصحها واجتلاب أكمل ألفاظها وأصح معانيها
- مختصر علل الحديث، حديثان أحدهما في صحيح البخاري والآخر في صحيح مسلم زعم أنهما موضوعان
- ترتيب سؤلات الدارمى لابن معين
- بيان غلط عثمان بن سعيد الأعور في المسند والمرسل
- ترتيب مسند بقى بن مخلد [69]
- تراجم أبواب صحيح البخاري
- جزء في أوهام الصحيحين
- الإنصاف في الرجال
- مختصر كتاب الساجى في الرجال مرتب على الحروف
- الوحدان في مسند بقى بن مخلد [70] وكل هذه في حكم المفقودة.

### العقائد والفلسفة والمنطق
- الفصل في الملل والأهواء والنحل. بدأ في تصنيفه بقرطبة سنة 418 هـ/1027 م وانتهى منه بجزيرة ميورقة سنة 440 هـ/1048 م طبع عدة مرات، كتاب في الجدل. ذكر الكنانى أنه مطبوع
- النصائح المنجية من الفضائح المخزية والقبائح المردية من أقوال أهل البدع من الفرق الأربع المعتزلة والمرجئة والخوارج والشيعة. ضمنه كتاب الفصل
- رسالة المفاضلة بين الصحابة نشرها سعيد الأفغانى أكثر من مرة وهي مضمنه بكتاب الفصل
- الأصول والفروع صنفه سنة 420 هـ/1029 م مطبوع بتحقيق عاطف العراقي، دار النهضة بالقاهرة
- الأخلاق والسير في مداواة النفوس صنفه قبل عام420 هـ/1029 م طبع عدة مرات
- التقريب لحد المنطق والمدخل إليه بالألفاظ العامية والأمثلة الفقهية. صنفه قبل سنة 420 هـ/1029 م
- رسالة في مراتب العلوم صنفها بعد الفصل
- الرد على الكندى الفيلسوف نشرت هي والتي قبلها برسائل ابن حزم الجزء الرابع
- رسالة في الرد على ابن النغريلة اليهودي صنفها بعد سنة 451 هـ/1059 م نشرت برسائل ابن حزم الجزء الثالث
- رسالة الدرة في تحقيق الكلام فيما يلزم الإنسان اعتقاده. صنفها حوالي سنة 443 هـ/1051 م نشرت بمكتبة التراث بمكة المكرمة، وقد حصلت مكتبة الخانجى بالقاهرة على نسخة مصورة منها ونشرتها
- علم الكلام على مذهب أهل السنة والجماعة مطبوع بالقاهرة
- مسألة هل السواد لون أم لا. نشرها النادى الأدبي بالرياض سنة 1979 م
- الرسالة الباهرة في الرد على أهل الأقوال الفاسدة. توجد بمكتبة بودليان بإنجلترا
- رسالة في معرفة النفس بغيرها وجهلها بذاتها. نشرت برسائل ابن حزم الجزء الأول
- كتاب الجوهرة ذكره صديق خان القنوجى ولعله في المنطق.[71]

### أما عن كتبه المفقودة في العقائد والفلسفة والمنطق
- التحقيق في نقد زكريا الرازى في كتابه العلم الإلهي. يقع في مائة ورقة وقد نشر بول كراوس الردود التي أوردها ابن حزم في الفصل على الرازي في كتابه العلم الإلهى وليس من رسالته الأصلية فهي مفقودة. صنفها قبل الفصل
- الرد على من قال أن الإيمان بالقلب. صنفها قبل الفصل
- الرد على من اعترض على الفصل مجلد
- اليقين في نقض تمويه المعتذرين عن إبليس اللعين وسائر المشركين صنفه قبل الفصل في مجلد كبير
- الترشيد في الرد على كتاب الفريد لابن الراوندي في اعتراضه على النبوات مجلد
- أخلاق النفس والسيرة الفاضلة جزءان
- الدرة في ما يلزم المسلم جزءان
- مختصر الملل والنحل مجلد
- الحد والرسم
- الرد على أناجيل النصارى
- إظهار تبديل اليهود والنصارى للكتابين التوراة والإنجيل وبيان تناقض ما بايديهم من ذلك مما لايحتمل التأويل. صنفه قبل الفصل في الملل والأهواء والنحل وضمن أجزاء منه فيه
- أسماء الله الحسنى.

### اللغة العربية وآدابها
- طوق الحمامة في الألفة والآلاف. صنفه بشاطبة سنة 418 هـ/1027 م أو419 هـ/1028 م تقريبا طبع عدة مرات في مصر والعالم العربي وترجم إلى الأسبانية والفرنسية والإنجليزية والروسية والألمانية
- ديوانه الشعرى طبع عدة مرات
- قصيدة في أصول فقه الظاهرية. نشرت عدة مرات بالسعودية وعندى منها نسخة
- كتاب الإعراب. مائتى وأربع عشرة ورقة نسخ سنة 761 هـ/1369 م في شستربتى.

### أما عن كتبه المفقودة في اللغة العربية
- دعوة الملل في أبيات المثل وهو مصنف شعرى يضم أربعين الف بيت من الشعر (40ألف)
- رسالة بيان الفصاحة والبلاغة وهي إلى ابن حفصون
- شيء في العروض
- مؤلف في الظاء والضاد
- قطعة بائية
- التعقيب على الإفليلى في شرحه لديوان المتنبى.

### الطب وكلها في حكم المفقود
- رسالة في الطب النبوي
- مقالة في السعادة
- مقالة في شفاء الضد بالضد
- كتاب شرح فصول بقراط
- كتاب بلغة الحكيم
- كتاب حد الطب
- كتاب اختصار كلام جالينوس في الأمراض الحادة
- كتاب الأدوية المفردة
- مقالة في المحاكمة بين التمر والزبيب
- مقالة في النحل

### مصنفات في معارف مختلفة
- كتاب العانس في صدمات
- كتاب المرطار في اللهو والدعابة
- كتاب أسواق العرب
- برنامج ابن حزم [72]

## إحراق كتبه ووفاته

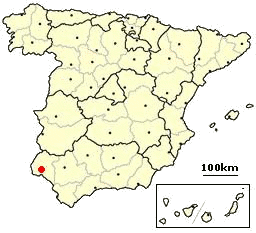
موقع ولبة في إسبانيا فيها توفي ابن حزم

يرتبط بمصنفات ابن حزم حادثة خطيرة طالما تكررت بالأندلس كلما ضاق أهلها باحد ممن يخالفهم من العلماء، وهي إحراق كتبه علانية بإشبيلية، بيد أنها لم تفقد من جراء ذلك، فقد كان له جماعة من تلاميذه النجباء الذين قدروا فكره وحافظوا على كتبه التي كانوا يمتلكونها بنسخها ونشرها بين الناس، ولذا فعندما أحصاها ابن مرزوق اليحصبى وهو من المتأخرين وجدها ثمانين ألف ورقة، وهو نفس إحصاء أبي رافع الفضل في القرن الخامس الهجري /الحادي عشر الميلادي، ويمكن أن نرجع أسباب هذه الحادثة في الآتى:
- أولا: ثقة ابن حزم بنفسه عند منازلة كبار فقهاء المالكية، وعدم تردده في تسفيه آراءهم طالما خالفت ما يراه حقاً.
- ثانيا: تنديده بولاية خلف الحصرى للخلافة بإشبيلية، ومبايعته على أنه هشام المؤيد سنة 325 هـ/1033 م في عهد محمد بن إسماعيل القاضي والد المعتضد بن عباد [73]، فعندما حل بإشبيلية أوقع به المعتضد أشد إيقاع لما صدر منه من إثارة الناس حول محمد بن إسماعيل رأس الاسرة العبادية.
- ثالثا: معارضة فقهاء المالكية له وسعيهم لدى السلطان للإيقاع به وإثارة العامة ضده [74]، ومن ثم التقت أغراضهم مع ما كان يرمى إليه المعتضد، فكانت واقعة إحراق كتبه على مسمع ومرأى من الناس.
- رابعا: نزعة ابن حزم الأموية ودعوته لإعادة حكم الأمويين في الوقت الذي قطع فيه معظم ملوك الطوائف كل صلة بالأموية الأندلسية، وحاول كل واحد منهم أن يحقق استقلالا سياسيا واقتصاديا واجتماعيا وثقافيا، خاصة المعتضد الذي ما وافق على خدعة أبيه بعد وفاته بمبايعة خلف الحصرى بإشبيلية على أنه هشام المؤيد إلا ليصبغ الشرعية على محاولته الاستقلالية، وليرضى أصحاب النزعات الأموية بإمارته. فلما تحقق له ذلك أعلن وفاة الخليفة المزعوم.
- خامسا: أن ابن حزم لم يكن ينظر إلى أمراء عصره ومنهم المعتضد نظرة إكبار فهو وزير ابن وزير، وما كان له أن ينظر إليهم أكثر من نظرته إلى من دونه أو من ليسوا أكبر منه، وهم يأنفون من ذلك الأمر الذي دفع المعتضد إلى تدبير مؤامرة تجعله ذليلا لا يشمخ براسه عليه ولا على غيره هي إحراق كتبه.

وبالرغم من هذه المؤامرة التي ألمت بابن حزم فلم يتحقق للمعتضد ما كان يصبو إليه من كسر كبريائه وإذلاله، بل ظل الرجل يشمخ بمكانته وعلمه وعقله هنا وهناك دون ضعف ولا ذلة، لكنه آثر السلامة وغادر إشبيلية إلى قريته منت ليشم التي كان يمتلكها ويتردد عليها، وظل بها يمارس التصنيف والتدريس حتى وافته المنية عشية يوم الأحد 28 شعبان 456 هـ/15 يوليو 1063 م ، وليس كما ذهب البعض من أن وفاته كانت سنة 457 هـ/1064 م، ولا 455 هـ/1063 م ، لأن أبا رافع ولد ابن حزم هو الذي كتب التاريخ الذي ذكرناه، وهو الأعلم من أي أحد بتاريخ وفاة والده، فضلا عن أن معظم من ترجم لابن حزم ذكروا سنة وفاته كما ذكرها ابنه الفضل.
- كان ابن حزم قد رثى نفسه قبل وفاته بقليل في أبيات شعرية كأنه أحس بدنو أجله قائلا:[78]

## اقرأ أيضا
- قائمة بمقارني الأديان المسلمين

## وصلات خارجية
- ابن حزم الأندلسي على موقع الموسوعة البريطانية (الإنجليزية)
- من روائع الحكمة لابن حزم